# Anisosepalum alboviolaceum
Anisosepalum alboviolaceum är en akantusväxtart. Anisosepalum alboviolaceum ingår i släktet Anisosepalum och familjen akantusväxter.

## Underarter
Arten delas in i följande underarter:
- A. a. alboviolaceum
- A. a. gracilis